# Boží muka (Holohlavy)
Boží muka stojí u hřbitova v obci Holohlavy v okrese Hradec Králové a je kulturní památkou České republiky.

## Historie
Sloupková Boží muka s datováním 1631, která stála u silnice III/3089 (přesné místo není známé), byla v roce 1880 přesunuta do středu obce k hospodě a 11. července 1880 vysvěcena děkanem Aloisem Nývltem. Znovu byla přestěhována po ukončení první světové války ve dvacátých letech 20. století k silnici I/33, kde stála do roku 2017. V roce 1986 byla Boží muka povalena osobním autem. Znovu byla sražena při autonehodě v roce 2007 a 2017 a pokaždé restaurována. Po posledním restaurování v roce 2017 byla umístěna na nové místo k vjezdu na místní hřbitov.

## Popis
Pískovcová hladká pilířovitá Boží muka jsou složena ze čtyřbokého dvojitého hranolu, který stojí na čtyřbokém podstavci. Spodní hranol nese datování 1631, nad datací je čtyřboký otvor. Horní hranol je členěn výžlabky. Horní část pilíře je zakončena kupolovitě a kovovým křížkem. Původně na vrcholu byl litinový kříž. V roce 1986 byla hrubě poškozená Boží muka restaurována a zlomený litinový kříž nahrazen pískovcovým křížem 0,32 m vysokým s rozpětím ramen 0,24 m a tloušťce 0,08 m, Boží muka byla vysoká 4,49 m. Poškozený kamenný kříž byl opět nahrazen kovovým.